# ISRA

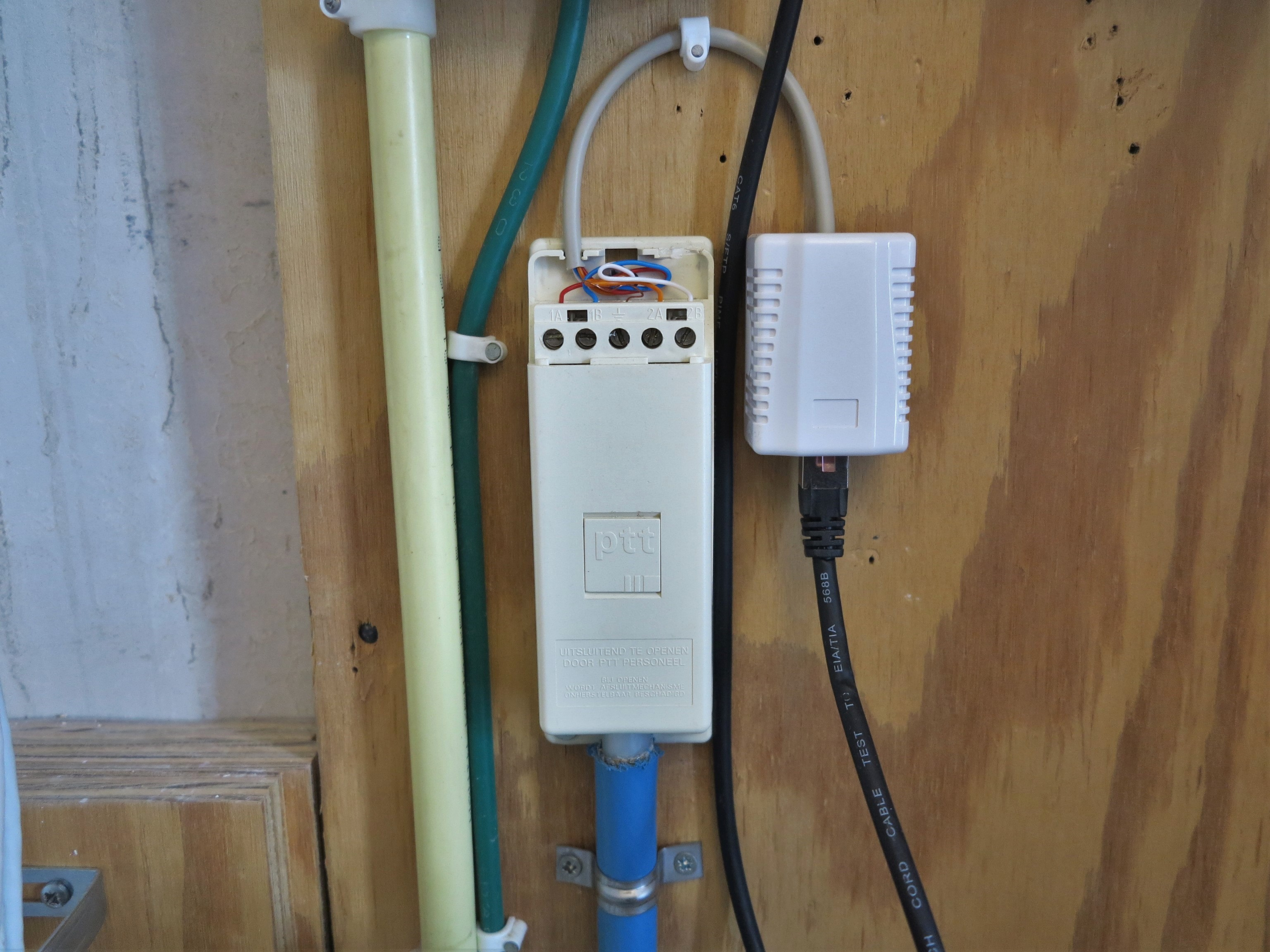
ISRA type 1. Met overgang van Norm 88-kabel naar een RJ-45-aansluiting voor de modem.

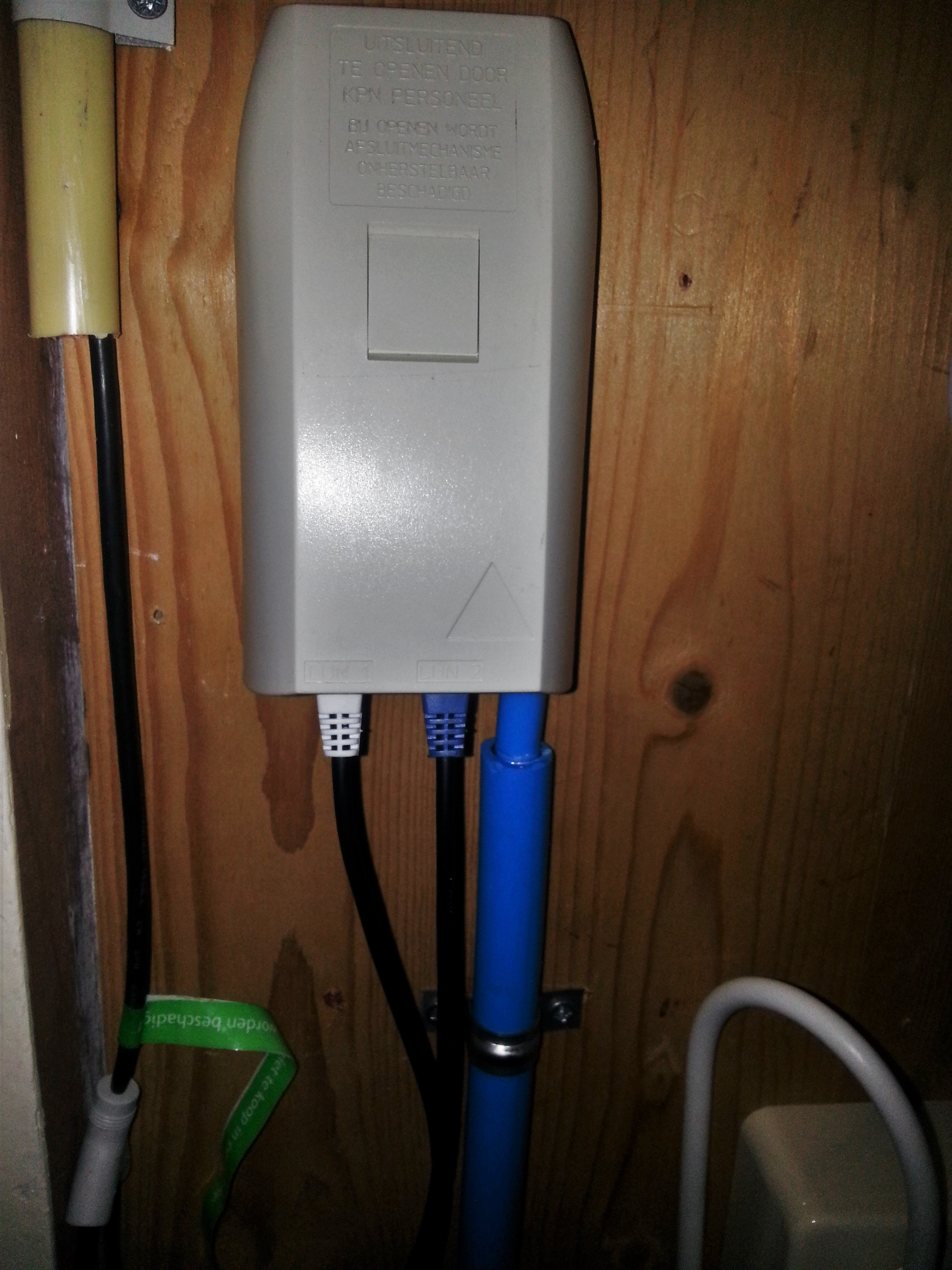
ISRA type 2, te herkennen aan de twee RJ-11-aansluitingen. Dit type is zowel geschikt voor een normale enkele xDSL-aansluiting als voor pair bonding.

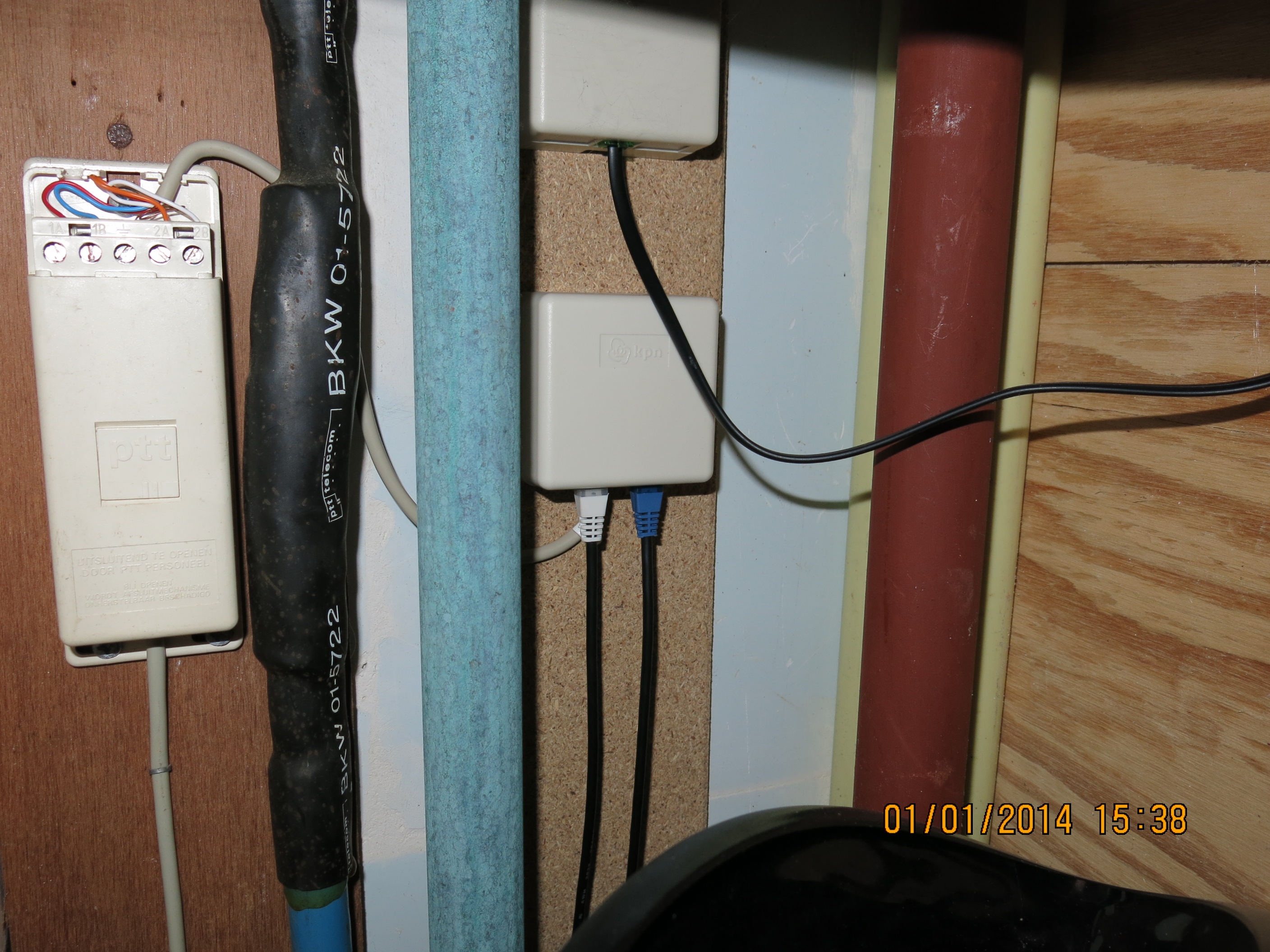
ISRA-punt type 1, met een aansluitdoos voor pair bonding

ISRA of IS/RA is een in Nederland gangbare benaming voor het scheidingspunt tussen de bekabeling van de netwerkaanbieder en die van de abonnee. Er zijn voor de verschillende netwerken verschillende benamingen in gebruik:
- Telefoonkabel: IS/RA (Infrastructuur / Randapparatuur).
- Glasvezel: FTU (Fibre termination unit), glasvezelaansluitpunt.
- Coaxkabel: AOP (abonnee-overgangspunt), hoofdaansluiting.

In Vlaanderen gebruikt men de meer algemene benaming intropunt.
De kabel van de netwerkaanbieders komt op het ISRA-punt het huis binnen. Dit is dan het verdeelpunt waarop de gebruiker zijn randapparatuur (telefoon, televisie, modem enz.) aan kan sluiten.

## Aanleg door de netwerkaanbieder
In principe zorgt de netwerkaanbieder alleen voor de aanleg van de kabel naar de woning en voor het ISRA-punt in de meterkast. In de praktijk zorgt de aanbieder ook voor een kabel naar een van de kamers, waar een contactdoos van het juiste type (telefoon of antenne) wordt geplaatst. Deze kabel en deze contactdoos worden onmiddellijk eigendom van de abonnee.

## Situatie in Nederland

### Telefoon
Tot omstreeks 1985 was alle telefoonapparatuur in Nederland eigendom van PTT. Er was toen geen ISRA-punt. De abonnee mocht zelf geen werkzaamheden aan de leidingen en apparatuur verrichten. Het enige wat hij zelf mocht doen was de stekker van zijn telefoon eruit trekken en het toestel op een ander stopcontact aansluiten. Bij oudere aansluitingen was zelfs dat niet mogelijk doordat het toestel vast was aangesloten. Het kabelinvoerpunt was voorzien van een loden pijpje gevuld met was om de loden binnenkabel te verbinden.
Toen het de abonnee toegestaan werd zelf aan de installatie binnenshuis te werken, werd er vastgesteld wat het ISRA-punt was.
In oudere huizen (gebouwd voor/rond de jaren zeventig) is het ISRA-punt meestal in de woonkamer te vinden. Gebruikelijk is een vierpolig telefoonstopcontact. Een oudere uitvoering bestaat uit een lasdop. Bij moderne woningen is het ISRA-punt een aansluitkastje in de meterkast en valt de leiding van de meterkast naar het telefoonstopcontact in de woonkamer onder verantwoordelijkheid van de abonnee.
De (telefoon)kabelexploitant, in Nederland KPN Telecom, is verantwoordelijk voor de bedrading en apparatuur die vóór het ISRA-punt zitten (in het geval van ISDN loopt de verantwoordelijkheid van KPN door tot de NT1). Daarom is het ook voor klanten verboden om zelf werkzaamheden te verrichten aan het ISRA-punt. Bij sommige uitvoeringen breekt er dan een zegel en in het geval van storing kunnen er op de klant kosten verhaald worden. We spreken hier specifiek over kabelexploitant; want KPN heeft al jaren geleden zijn monopolie op telefonie over deze bekabeling verloren. Ook als bij een andere telefonieaanbieder telefonie wordt afgenomen, is achter de schermen KPN nog steeds verantwoordelijk voor de koperen bedrading.
De volgende aderkleuren worden gebruikt:
| Aansluiting | STAPN 68*   | STAPN 58**  | Aansluiting op stopcontact | Aansluiting op stopcontact | Aansluiting op stopcontact | Aansluiting op stopcontact |
| --- | ----------- | ----------- | -------------------------- | -------------------------- | -------------------------- | -------------------------- |
| 1A | rood        | zwart       | a                          | Linksboven                 |                            |                            |
| 1B | blauw       | transparant | b                          | Rechtsboven                |                            |                            |
| | blank koper | grijs       |                            | Linksonder                 |                            |                            |
| 2A | oranje      | wit         | 2a                         | Aansluiting 2              |                            |                            |
| 2B | wit         | transparant | 2b                         | Aansluiting 2              |                            |                            |
| * Standaard Aansluitplan 1968, Standaard aansluiting. ** Standaard Aansluitplan 1958, Verouderde standaard, wordt alleen gebruikt in draadomroep gebieden. |             |             |                            |                            |                            |                            |

Voor een enkele telefoonaansluiting wordt alleen paar 1 (rood en blauw) gebruikt. Het tweede paar kan worden gebruikt voor een tweede telefoonlijn of in het geval van pair bonding met VDSL waarin twee VDSL-connecties gecombineerd worden tot één met dubbele bandbreedte. Ook als het eerste paar defect blijkt te zijn, kan men besluiten het tweede paar te gebruiken.

### ISDN
Bij een ISDN-aansluiting is er een NT1 op het ISRA-punt aangesloten, waar de ISDN-apparatuur op kan worden aangesloten.
Op 1 september 2019 is de ondersteuning voor ISDN geheel gestopt door KPN. Hiervoor in de plaats is VoIP (Voice over IP), veelal op basis van SIP, gekomen.

### ADSL
Heeft de klant ADSL in combinatie met een telefoonverbinding, dan is het de bedoeling dat er eerst een splitter op het ISRA-punt wordt aangesloten waar de klant de ADSL-modem en de telefoon of de NT1 kan aansluiten. Dit zorgt ervoor dat de ADSL-modem en de telefoon elkaar niet storen. Zit er dan nog bijvoorbeeld een telefoon vóór de splitter (wat kan gebeuren als er bedrading direct binnen de muur naar een andere telefooncontactdoos gaat), dan zou de ADSL-verbinding kunnen wegvallen zodra er vanaf dat telefoontoestel gebeld wordt.

### ISRA-nummer
Elk ISRA-punt heeft een eigen adres: Het ISRA-nummer. Het ISRA-nummer bestaat uit vier delen.
| Deel | Omschrijving | Lengte                |
| ---- | --- | --------------------- |
| 1    | het nummer zelf. Dit deel is als enige verplicht                                                                        | tussen 000 en 999     |
| 2    | een optionele toevoeging, meestal B (begane grond), maar kan ook V01, V02 etc zijn voor het aangeven van de verdieping. | maximaal 3 karakters  |
| 3    | een plaatsomschrijving, bijvoorbeeld MTK, KANT, COMP, AUT                                                               | maximaal 4 karakters  |
| 4    | een extra plaatsomschrijving, bijvoorbeeld METERKAST, KANTOOR, COMPUTERRUIMTE, AUTOMAATRUIMTE                           | maximaal 14 karakters |

Elk deel is gescheiden door een '/'
Een volledig ISRA-nummer is bijvoorbeeld:
001/B/MTK/METERKAST
eerste ISRA-punt van het adres in de meterkast op de begane grond
013/V03/KANT/KANTOOR
dertiende ISRA-punt van het adres in het kantoor op de derde verdieping

### ISRA-punt bij bedrijven
Bij bedrijven zijn meestal meerdere telefoonlijnen aanwezig in het ISRA-punt. Deze ISRA-punten zien er daardoor iets anders uit. Een veelvoorkomend type is het ISRA-punt voor 20 lijnen.

### Coaxaansluiting

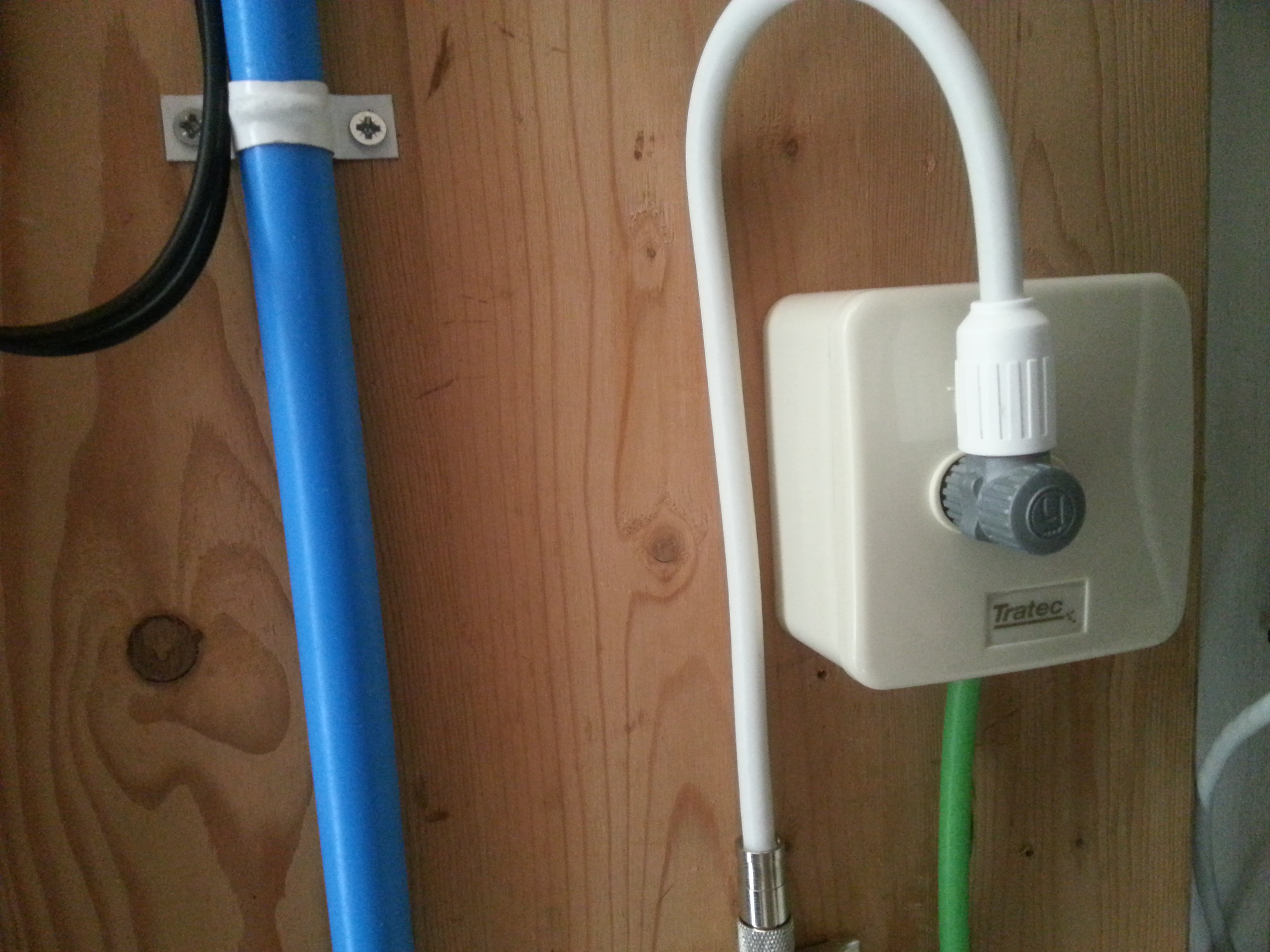
Abonnee-overnamepunt

Ook bij een coaxaansluiting is er een ISRA-punt. Dit wordt door kabelmaatschappijen het abonnee-overnamepunt (AOP) genoemd. Vanouds was het een aansluitdoos in de woonkamer.
Die aansluitdoos, tweegatsdoos geheten, bevat aan de abonneekant twee coaxcontacten: een vrouwelijke voor radio en een mannelijke voor televisie/internet.
Bij moderne woningen bevindt het AOP zich in de meterkast, waardoor het veel gemakkelijker is meerdere kamers aan te sluiten. Dit AOP bestaat uit een eengatsdoos.